# Coleophora anabaseos
Coleophora anabaseos is een vlinder uit de familie kokermotten (Coleophoridae). De wetenschappelijke naam is voor het eerst geldig gepubliceerd in 1978 door Falkovitsh.
De soort komt voor in Europa.